# Relation spéciale
Ne doit pas être confondu avec Relation particulière (relations internationales).

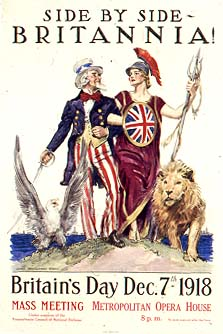
Britannia coude à coude avec l'Oncle Sam, symbole de l'alliance anglo-américaine lors de la Première Guerre mondiale.

L'expression de « relation spéciale » (anglais : « Special Relationship ») est couramment utilisée pour désigner les liens diplomatiques, économiques, militaires et culturels très étroits entre le Royaume-Uni et les États-Unis. On attribue la paternité de ces termes à Winston Churchill ; l'expression a été employée dans le même discours qui a rendu l'expression « Rideau de fer » célèbre, en 1946, dans le Missouri.

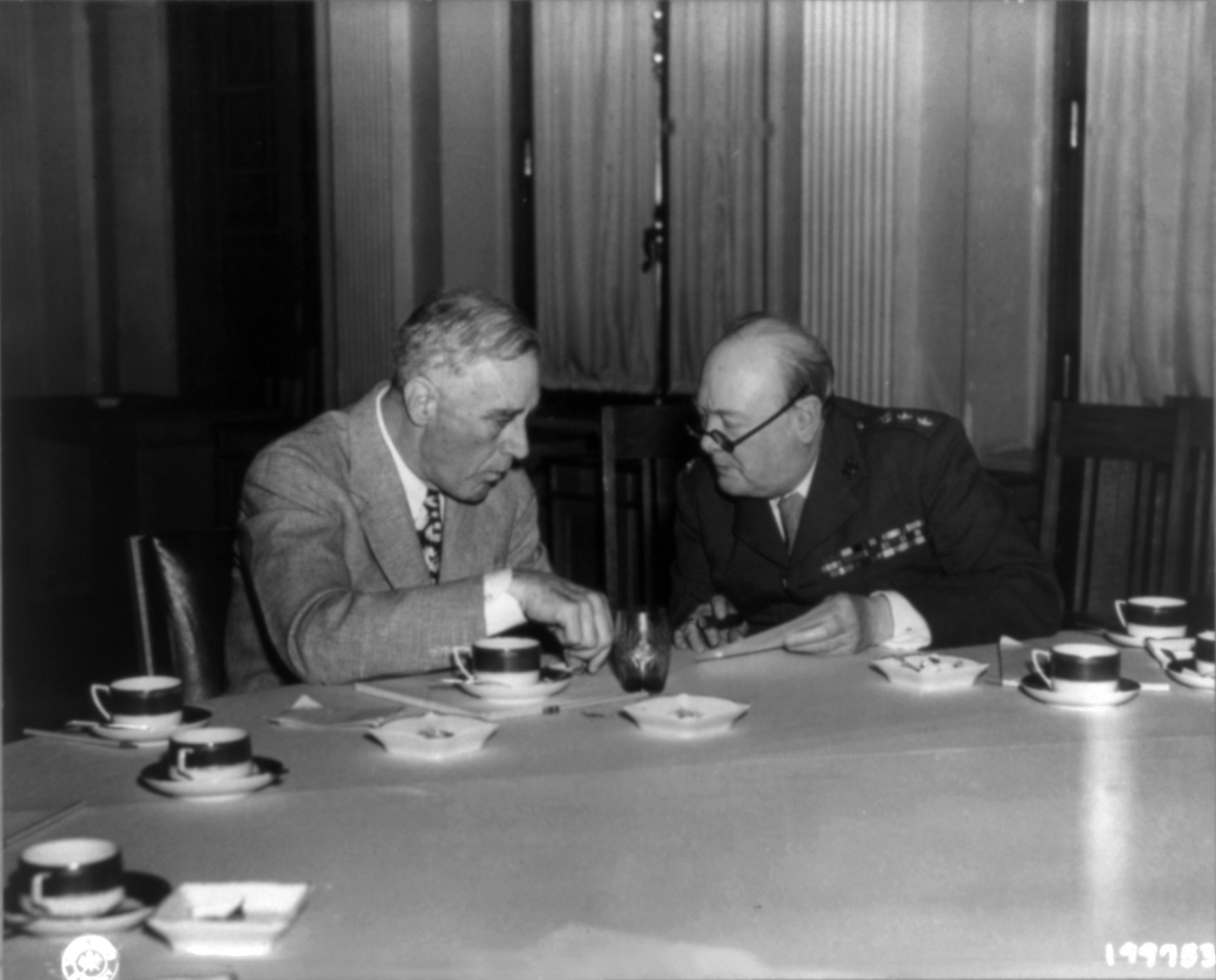
Franklin D. Roosevelt avec Winston Churchill (Conférence de Yalta)

## Historique

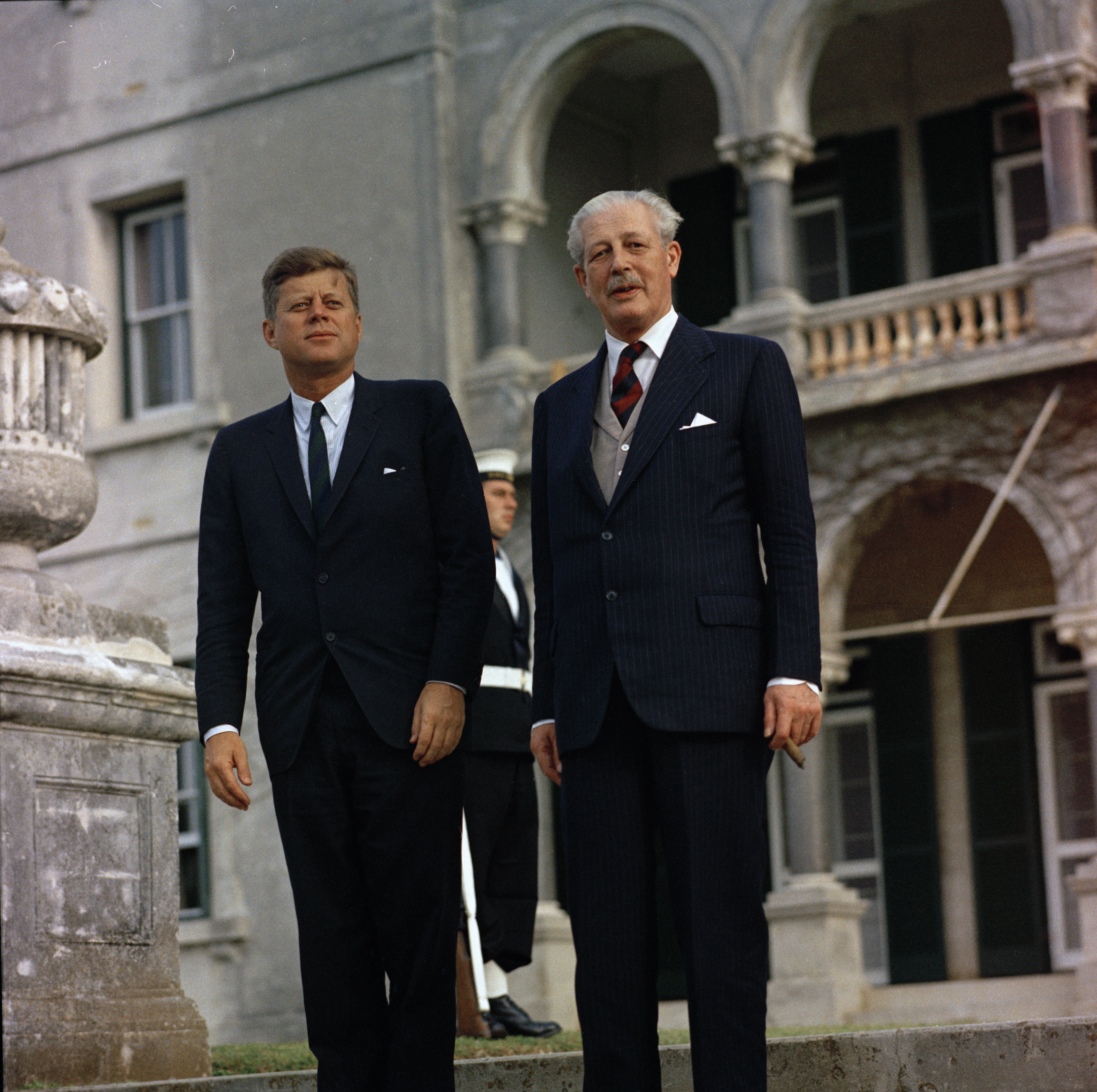
John F. Kennedy avec Harold Macmillan (Government House, Hamilton, Bermudes)

Aux niveaux diplomatiques et militaires, de fortes relations se sont nouées à la suite de la Seconde Guerre mondiale, sous la forme de multiples accords.
Au lendemain de la guerre, le United Kingdom - United States Communications Intelligence Agreement, souvent appelé traité UKUSA, est signé le 5 mars 1946 : le Royaume-Uni et les États-Unis sont rejoints par le Canada, l’Australie et la Nouvelle-Zélande et dans une moindre mesure d'autres pays. Cet accord concerne la collaboration internationale en matière de renseignement d'origine électromagnétique. 
Le chef de poste de la CIA à Londres assiste régulièrement aux réunions du Joint Intelligence Committee, sauf lors des sujets purement intérieurs.
Les accords de Nassau, signés le 21 décembre 1962 aux Bahamas, entre les États-Unis représentés par John F. Kennedy et le Royaume-Uni représenté par Harold Macmillan, portent sur la fourniture de missiles Polaris au Royaume-Uni. Depuis, l'arsenal nucléaire du Royaume-Uni repose sur des missiles loués aux États-Unis équipés d'ogives britanniques et une partie de la flotte du Royal Air Force Bomber Command jusqu’à la dissolution de cette unité est placée à la disposition du commandant suprême des forces alliées en Europe.
Entre autres accords militaires moins importants, le programme d'armées ABCA, dont la première mouture est fondée en 1947, vise à optimiser l’interopérabilité et la normalisation de la formation et de l'équipement entre ses membres. C'est un moyen de capitaliser l'étroite coopération entre les armées de terre des États-Unis, du Royaume-Uni et du Canada pendant la Seconde Guerre mondiale.

## Contestation
Avant l'arrivée des premières troupes américaines en 1942, les Britanniques connaissent les Américains essentiellement par l'intermédiaire du cinéma américain, en particulier, selon l'universitaire Jean-Claude Sergeant, des « films noirs de la période dont Scarface était le prototype », qui connaissent un grand succès au Royaume-Uni. Les troupes américaines arrivent progressivement sur le territoire britannique au cours de la guerre, jusqu'à atteindre 1 600 000 soldats à la veille du débarquement de Normandie. Les relations entre les civils britanniques et les militaires américains se dégradent à mesure de l'augmentation de ces derniers. En 1943, George Orwell compare ce contingent à une force d'occupation.
L'annonce par les États-Unis, en août 1945, de la suspension du Lend-Lease est très mal accueillie au Royaume-Uni. Selon Jean-Claude Sergeant, « l’opinion publique britannique a vu dans cette décision le signe concret de l’égoïsme des Américains, qui semblaient avoir oublié un peu rapidement les sacrifices consentis par le peuple britannique au nom de la défense de la démocratie ». La même année, « la difficile négociation du prêt américain lié à la ratification par le Parlement britannique de l’accord de Bretton Woods allait achever d’épuiser le crédit de sympathie dont bénéficiaient les États-Unis en Angleterre ». L'annonce du plan Marshall en 1947 suscite une euphorie dans le pays, mais certaines voix (le Daily Express, la gauche bevaniste) s'inquiètent de la menace qu'il peut faire peser sur la liberté du gouvernement en matière de politique étrangère.
En 1951, après le blocus de Berlin, des bombardiers américains armés d’engins nucléaires sont stationnés sur le sol britannique. Un groupe de parlementaires proches d’Aneurin Bevan s'oppose à cette décision et exige qu'elle soit soumise à l’autorisation du gouvernement britannique.

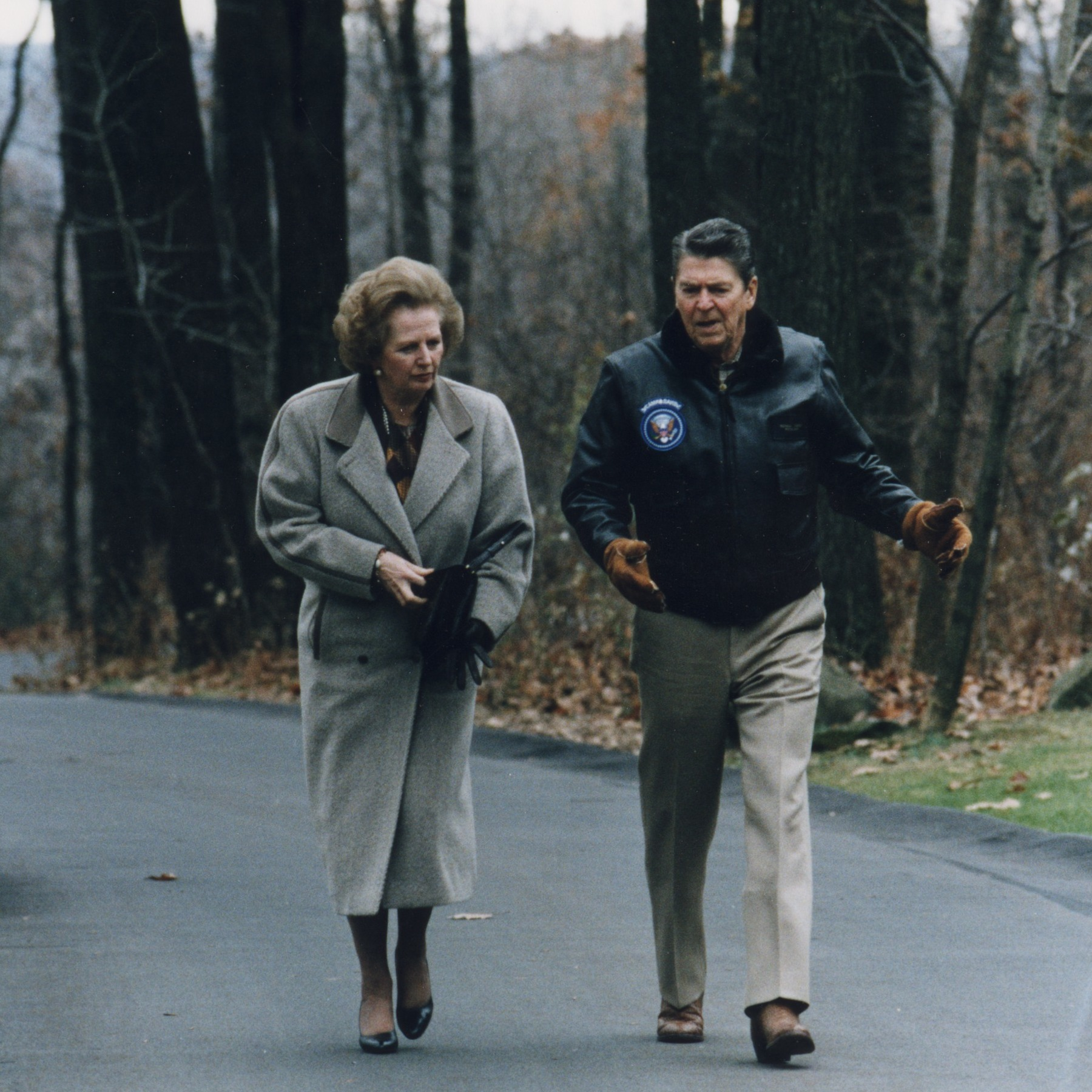
Margaret Thatcher et Ronald Reagan (Camp David)

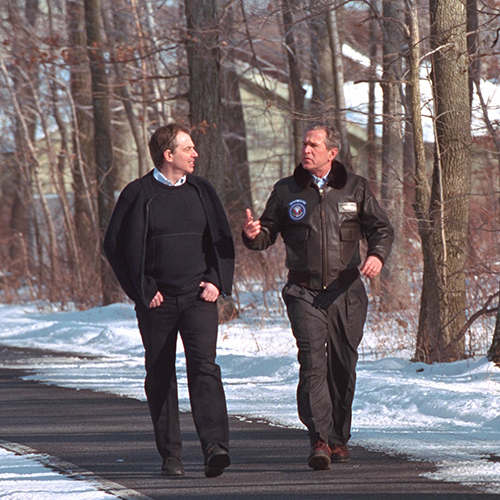
Tony Blair et George W. Bush (Camp David)

À la fin du mois de novembre 1956, dans le contexte de la crise de Suez, une motion affirmant que « l’attitude des États-Unis compromet gravement l’Alliance atlantique » recueille 127 signatures à la Chambre des communes, et celle appelant le gouvernement à rétablir une coopération active avec les États-Unis n'en reçoit que 22. Une note de l’ambassade des États-Unis à Londres fait explicitement état de la vague d'antiaméricanisme qui touche le Royaume-Uni après cet épisode, essentiellement nourrie par la droite conservatrice. En 1958 naît la Campagne pour le désarmement nucléaire, groupe de pression anti-nucléaire animé par des intellectuels qui réclame le désarmement unilatéral du Royaume-Uni et le retrait de l’OTAN.
Lors du Congrès du Parti travailliste de 1982, une majorité se prononce pour la fermeture de toutes les bases nucléaires américaines situées sur le territoire britannique.
Selon des sondages MORI, les Britanniques ont constamment dévalorisé la relation avec l'Amérique entre 1969 et 1991, au profit de celle avec l'Europe.

## Relations contemporaines

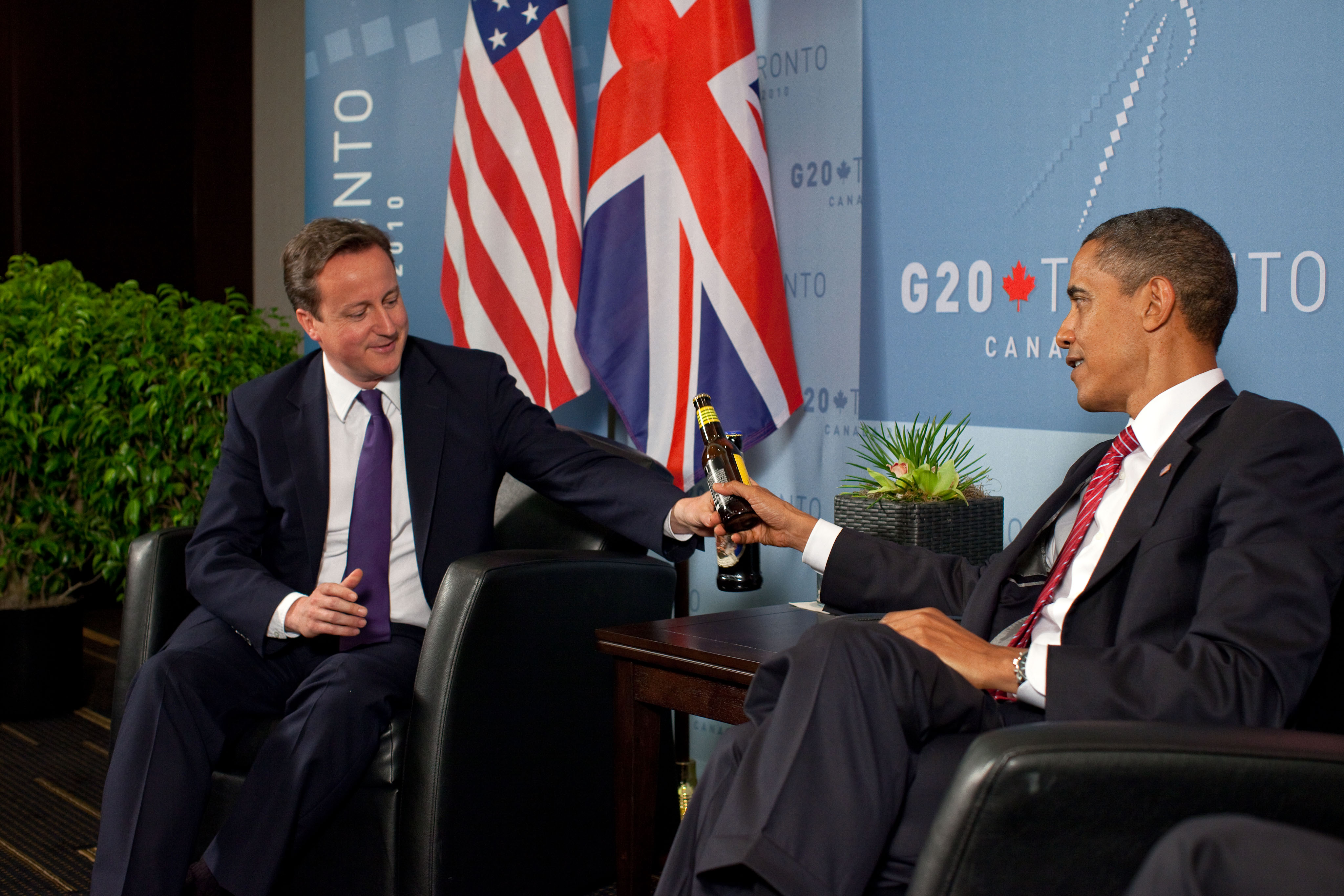
Barack Obama avec David Cameron (Sommet du G20 de 2010, Toronto)

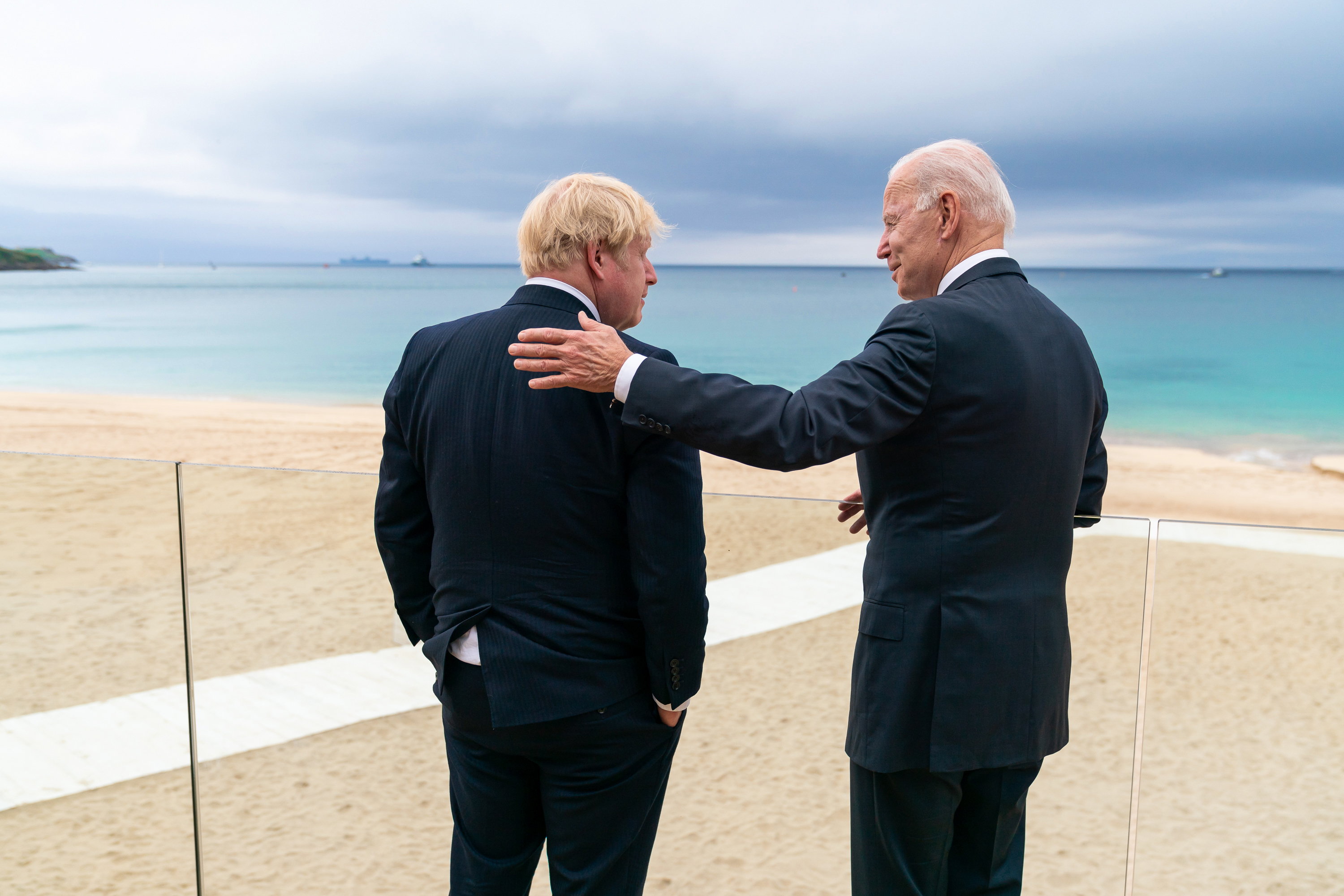
Boris Johnson avec Joe Biden (Sommet du G20 de 2021, Carbis Bay)

La diplomatie américaine actuelle considère que « les États-Unis n'ont pas de plus proche allié que le Royaume-Uni ».
Cependant, pendant les années 2010, certains articles publiés par la presse britannique de qualité estiment que l'importance de cette « relation spéciale » serait sur le déclin,,.
Cette relation diplomatique s'est incarnée par des alliances personnelles fortes entre chefs d'état : Margaret Thatcher et Ronald Reagan se sont notablement illustrés dans leur opposition à l'Union soviétique, Tony Blair et Bill Clinton ont aidé à résoudre le problème irlandais et ont été compagnons d'armes lors de la guerre du Kosovo et Blair et George Bush ont lancé les forces armées de leur pays dans la guerre d'Irak.
En 2013, le vote de refus du Parlement britannique de participer à une hypothétique intervention américaine dans la guerre civile syrienne pourrait affecter, selon certains spécialistes, la relation entre les Britanniques et les Américains.
Jeremy Shapiro, ancien conseiller de Barack Obama, déclare en octobre 2017 que la relation entre les deux pays demeure "sans contrepartie". Il ajoute que cette relation « n’a jamais vraiment été quelque chose de bien important pour les États-Unis. De mon point de vue, il était très important pour nous de mentionner la relation spéciale à chaque conférence de presse où le Royaume-Uni était représenté mais en fait nous en riions en coulisses ».